# Jägerhorn af Storby
Jägerhorn af Storby var en svensk-finsk adelsätt med ursprung från frälseätten Odygd. Ätten som utslocknade 1859 i Finland och 1928 i Sverige, har inte kunnat påvisas ha släktskap med ätten Jägerhorn af Spurila.
Vapen: jägarhorn i silver på blått fält

## Frälseätten Odygd
Frälseätten Odygd är känd sedan 1380-talet i egentliga Finland, och förde ett vapen med ett jägarhorn i silver på blått fält. Ättlingar från denna frälseätt  introducerades relativt sent på Svenska Riddarhuset med ättenamnet Jägerhorn af Storby, efter sätesgården Storby